# Quattro Formaggi
Quattro Formaggi es el primer EP de la banda de rock alternativo Dogstar, publicado en 1996.

## Lista de canciones
1. "Honesty Anyway" – 03:17
2. "Behind Her" – 04:01
3. "Return" – 02:21
4. "32 Stories" – 03:16

## Créditos
- Bret Domrose - voz principal, guitarra
- Keanu Reeves - bajo, coros
- Robert Mailhouse - batería, percusión, coros

## Lanzamiento
| Fecha               | Discográfica          | Formato    | Catálogo    |
| ------------------- | --------------------- | ---------- | ----------- |
| 15 de julio de 1996 | Zoo Entertainment     | CD, casete | 72445-11128 |
| 1997                | Volcano Entertainment | CD, casete | 61422-31128 |